# Virginia Slims of Washington 1976
Il Virginia Slims of Washington 1976 è stato un torneo di tennis giocato sul sintetico indoor. È stata la 5ª edizione del torneo, che fa parte del WTA Tour 1976. Si è giocato a Washington negli USA dal 18 al 25 gennaio 1976.

## Campionesse

### Singolare
Chris Evert ha battuto in finale  Virginia Wade con il punteggio di 6–2, 6–1

### Doppio
Ol'ga Morozova /  Virginia Wade hanno battuto in finale  Wendy Overton /  Mona Guerrant con il punteggio di 7–6, 6–2